# Laura Steinbach
Laura Steinbach (Homburg (Sarre), 2 de agosto de 1985) es una exjugadora de balonmano alemana que juega de primera línea en la posición de lateral izquierda. Es una de las componentes de la Selección de balonmano de Alemania con la que ha disputado 116 partidos internacionales en los que ha anotado un total de 241 goles.
Practicó varios deportes hasta que con 14 años se decidió por el balonmano. Debutó como internacional el 7 de abril de 2006 y participó con dicha selección el los Juegos Olímpicos de Pekín.
Es pareja del también jugador de balonmano español Iker Romero, retirado en 2015, que debido a que establecieron su residencia en Vitoria facilitó que fichase por el Balonmano Zuazo en 2015.
En 2016 se retiró debido a que no podía compatibilizar el deporte con sus compromisos laborales. Aunque  poco después fichó por el KH7 Granollers en el que estuvo una temporada, permitiendo al equipo vallesano salvarse del descenso en la temporada 2017/18, siendo elegida Mejor Jugadora Trofeo Vicen Muñoz y MVP de la Copa de la Reina.

## Equipos
- TuS Metzingen (2002-2005)
- DJK/MJC (2005-2007)
- Bayer 04 Leverkusen Germania (2007-2013)
- Ferencvaros Budapest Hungaria (2013-2015)
- Balonmano Zuazo (2015-2016)
- BM Granollers (2017- 2018)